# Svarthuvad siska
Svarthuvad siska (Spinus notatus) är en fågel i familjen finkar inom ordningen tättingar. Den förekommer i bergstrakter i Centralamerika. Arten minskar i antal, men beståndet anses vara livskraftigt.

## Utseende
Siskor i släktet Spinus är relativt små finkar med spetsiga näbbar och gula vingband (hos en art röda). De flesta är också huvudsakligen gul- och olivfärgade med svart hjässa eller huva hos hanen. I det avseendet är svarthuvad siska typisk, en 11–11,5 cm lång fågel med svart huva hos hanen ner till strupen och övre delen av bröstet. Ovansidan är ljust olivgröna, vingarna mestadels svarta med gult vingband liksom ett gult band utmed handpennornas bas. Även stjärten är mestadels svart, dock gul längst in. Undersidan är gul. Honan är mattare i färgerna än hanen.
I sitt utbredningsområde är den enda svarthuvade och mestadels gula siskan. Småsiskan har gul strupe och en mindre vit (ej gul) fläck på vingen. Förutom i nordvästra Mexiko är hane småsiska också svart ovan, ej olivgrön.

## Läte
Sången beskrivs som en varierad och snabb, ofta utdragen serie med upprepade fraser och enstaka mer udda nasala och metalliska toner. Bland lätena hörs nasala "teu" likt småsiska, utdragna "tseeu", torra "jeh-jeht" och nasala "ti-chie".

## Utbredning och systematik
Svarthuvad siska delas upp i tre underarter med följande utbredning:
- Spinus notatus notatus – förekommer i ek-tallskogar från östra Mexiko (San Luis Potosí) till norra Guatemala
- Spinus notatus forreri – förekommer i ek-tallregionen i västra Mexiko från (södra Sonora och Chihuahua till Guerrero
- Spinus notatus oleaceus – förekommer i barrskogar från Belize till Honduras och norra Nicaragua

### Släktestillhörighet
Svarthuvad siska placerades tidigare i det stora släktet Carduelis, men genetiska studier visar att det är kraftigt parafyletiskt och att typarten steglitsen snarare är närmare släkt med vissa arter i Serinus. Numera bryts därför svarthuvad siska liksom övriga amerikanska siskor samt den europeiska och asiatiska grönsiskan ut ur Carduelis och placeras tillsammans med den asiatiska himalayasiskan (tidigare i Serinus) istället till släktet Spinus.

## Levnadssätt
Svarthuvad siska är stannfågel i bergsbelägna barr- och ekskogar samt molnskogars nedre del, på mellan 600 och 3000 meters höjd. Den ses i smågrupper kring fröbärande växter. Boet har inte beskrivits i detalj, men rapporteras vara likt tallsiskans, det vill säga en skål av kvistar, gräs och rötter placerad i ett träd. Däri lägger den två ägg.

## Status och hot
Arten har ett stort utbredningsområde och en stor population, men tros minska i antal, dock inte tillräckligt kraftigt för att den ska betraktas som hotad. Internationella naturvårdsunionen IUCN listar därför arten som livskraftig (LC).